# ريتشارد بيفان أوستين
ريتشارد بيفان أوستين (بالإنجليزية: Richard Bevan Austin)‏ هو محامي وقاضي أمريكي، ولد في 23 يناير 1901 في شيكاغو في الولايات المتحدة، وتوفي بنفس المكان في 7 فبراير 1977.